# NGC 706
NGC 706 је спирална галаксија у сазвежђу Рибе која се налази на NGC листи објеката дубоког неба.
Деклинација објекта је + 6° 17' 46" а ректасцензија 1h 51m 50,7s. Привидна величина (магнитуда) објекта NGC 706 износи 12,5 а фотографска магнитуда 13,2. NGC 706 је још познат и под ознакама UGC 1334, MCG 1-5-40, CGCG 412-37, IRAS 01492+0602, PGC 6897.